# Verziau de Gargantua
Le Verziau de Gargantua (ou Vierzeux de Gargantua), connu également sous le nom de la Haute-Borne, est un menhir situé sur le territoire de la commune de Bois-lès-Pargny, dans le département de l'Aisne, en France.

## Historique
Le menhir est mentionné pour la première fois par Amédée Piette en 1851. Au début du XIXe siècle, il existait encore un second menhir qui fut cédé par son propriétaire à des carriers pour en récupérer la pierre. Le monument a été classé au titre des monuments historiques en 1889.

## Description
Le menhir a été dressé sur une petite colline peu élevée dominant les alentours. Il est constitué d'un monolithe de grès dur de 4,35 m de hauteur d'une largeur de 1,50 m à la base  et 1 m au sommet. Le sommet est ébréché.
La pierre est probablement  d'origine locale, de nombreux grès sont retrouvés dans la parcelle avoisinante, quelques spécimens de plus de 200 kg sont visibles au bord du chemin. Sur la carte des sols de l'Aisne, on peut lire que de nombreuses buttes boisées du "Pays de Pargny" sont constituées d'argile à la base puis de sables couronnés de grès. Le menhir pourrait aussi provenir du bois voisin de Berjaumont, où les blocs de grès sont assez nombreux.

## Folklore
Selon une croyance, le menhir serait enfoncé dans le sol sur une profondeur égale à sa hauteur hors-sol, ce qui est peu probable au regard des observations réalisées sur de semblables édifices. Selon une légende, un homme de taille immense se servait de sa pierre à aiguiser (un verziau en patois picard) pour affûter sa faux et l'aurait laissé sur la colline, dans un geste de colère. Dans une autre légende, Gargantua ayant vidé sa hotte à Molinchart, créant ainsi le chaos naturel connu sous le nom d'Hottée de Gargantua, poursuivit sa route mais gêné par de la terre entrée dans ses bottes s'arrêta pour les vider et en retira une pierre qu'il jeta au loin, celle-ci alla se ficher en terre où elle restée depuis.
Les parcelles de terrain environnantes sont mentionnées sous le nom de Champ de la Bataille mais aucun évènement de ce type n'explique l'origine de cette dénomination.